# Comté de Middlesex (Connecticut)
Pour les articles homonymes, voir Middlesex et Comté de Middlesex.
Le comté de Middlesex est l'un des huit comtés de l'État du Connecticut aux États-Unis. Selon le recensement de 2010, le comté a une population totale de 165 676 habitants.
Comme pour les sept autres comtés du Connecticut, il n'y a pas de gouvernement du comté ; ce sont les villes individuelles qui sont responsables de la police, du régiment de sapeurs-pompiers, des écoles, etc. Dans certains cas, les villes voisines partagent certaines ressources.

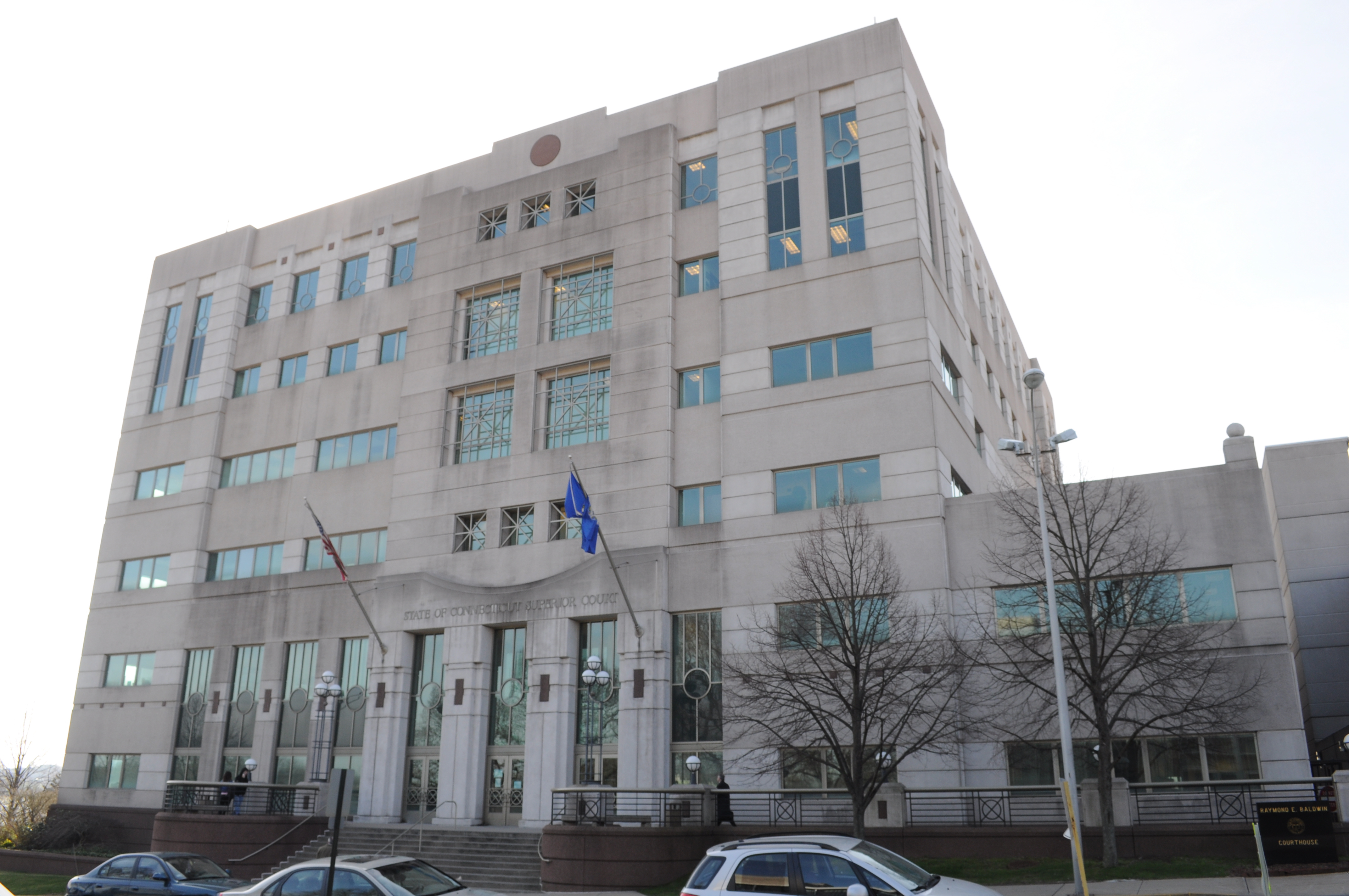
Palais de justice Raymond E. Baldwin

## Géographie
Selon le Bureau du recensement des États-Unis, la superficie du comté est 1 137 km2, dont 956 km2 de terres et 181 km2 de plans d'eau (soit 15,90 %).

### Géolocalisation
|                    | Comté de Hartford  |                     |
| Comté de New Haven | Comté de Middlesex | Comté de New London |
|                    | Long Island Sound  |                     |

### Les villes du comté
- Chester
- -- Chester Center (un village de Chester)
- Clinton
- Cromwell
- Deep River
- -- Deep River Center (un village de Deep River)
- Durham
- -- Durham Center (un village de Durham)
- East Haddam
- -- Moodus (un village d'East Haddam)
- East Hampton
- -- Lake Pocotopaug (un village d'East Hampton)
- Essex
- -- Essex Village (un village d'Essex)
- Haddam
- -- Higganum (un village d'Haddam)
- Killingworth
- Middlefield
- Middletown
- Old Saybrook
- -- Fenwick (un village d'Old Saybrook)
- -- Old Saybrook Center (un village d'Old Saybrook)
- -- Saybrook Manor (un village d'Old Saybrook)
- Portland
- Westbrook
- -- Westbrook Center (un village de Westbrook)

## Démographie
| Groupe                           | Comté de Middlesex | Connecticut | États-Unis |
| -------------------------------- | ------------------ | ----------- | ---------- |
| Blancs                           | 89,2               | 77,6        | 72,4       |
| Afro-Américains                  | 4,7                | 10,1        | 12,6       |
| Asiatiques                       | 2,6                | 3,8         | 4,8        |
| Métis                            | 2,1                | 2,6         | 2,9        |
| Autres                           | 1,3                | 5,6         | 6,4        |
| Amérindiens                      | 0,2                | 0,3         | 0,9        |
| Total                            | 100                | 100         | 100        |
|                                  |                    |             |            |
| Hispaniques et Latino-Américains | 4,7                | 13,4        | 17,4       |

Selon l'American Community Survey, pour la période 2011-2015, 89,82 % de la population âgée de plus de 5 ans déclare parler anglais à la maison, alors que 3,69 % déclare parler l'espagnol, 0,97 % l'italien, 0,81 % le polonais, 0,60 % le français et 4,11 % une autre langue.
Selon l'American Community Survey, pour la période 2011-2015, 6,7 % de la population vit sous le seuil de pauvreté (15,5 % au niveau national).
| 1790   | 1800   | 1810   | 1820   | 1830   | 1840   |
| ------ | ------ | ------ | ------ | ------ | ------ |
| 18 828 | 19 874 | 20 723 | 22 405 | 24 844 | 24 879 |

| 1850   | 1860   | 1870   | 1880   | 1890   | 1900   |
| ------ | ------ | ------ | ------ | ------ | ------ |
| 27 216 | 30 859 | 36 099 | 35 589 | 39 524 | 41 760 |

| 1910   | 1920   | 1930   | 1940   | 1950   | 1960   |
| ------ | ------ | ------ | ------ | ------ | ------ |
| 45 637 | 47 550 | 51 388 | 55 999 | 67 332 | 88 865 |

| 1970    | 1980    | 1990    | 2000    | 2010    | 2020    |
| ------- | ------- | ------- | ------- | ------- | ------- |
| 114 816 | 129 017 | 143 196 | 155 071 | 165 676 | 164 245 |